# Oscar Behrens
Oscar Behrens (* 19. März 1880 in Harburg; † 20. März 1969 in Meinerdingen bei Walsrode) war ein deutscher Verwaltungsjurist und Bürgermeister von Schleswig.

## Leben
Oscar Behrens wurde als Sohn eines Kaufmanns geboren.
Er immatrikulierte sich für ein Studium der Rechtswissenschaften an der Universität München und setzte das Studium an der Universität Berlin und der Universität Göttingen fort; in Göttingen promovierte er 1906 mit seiner Dissertationsschrift behandelte Die Haftung für Tierschäden in ihrer geschichtlichen Entwicklung zum Dr. jur.
Nach dem Studium war er als Referendar an verschiedenen Gerichten im Raum Hannover tätig und sammelte erste Erfahrungen in der Kommunalverwaltung in Wandsbek, Altona und Gnesen;  in Gnesen übte er ab 1909 das Amt des Zweiten Bürgermeisters aus.
Von der preußischen Provinz Posen wechselte er 1913 nach Schleswig, nachdem er von der Bürgerschaft mit großer Mehrheit für die Amtsdauer von zwölf Jahren, als Nachfolger von Wilhelm Brückner, zum neuen Bürgermeister gewählt worden war.

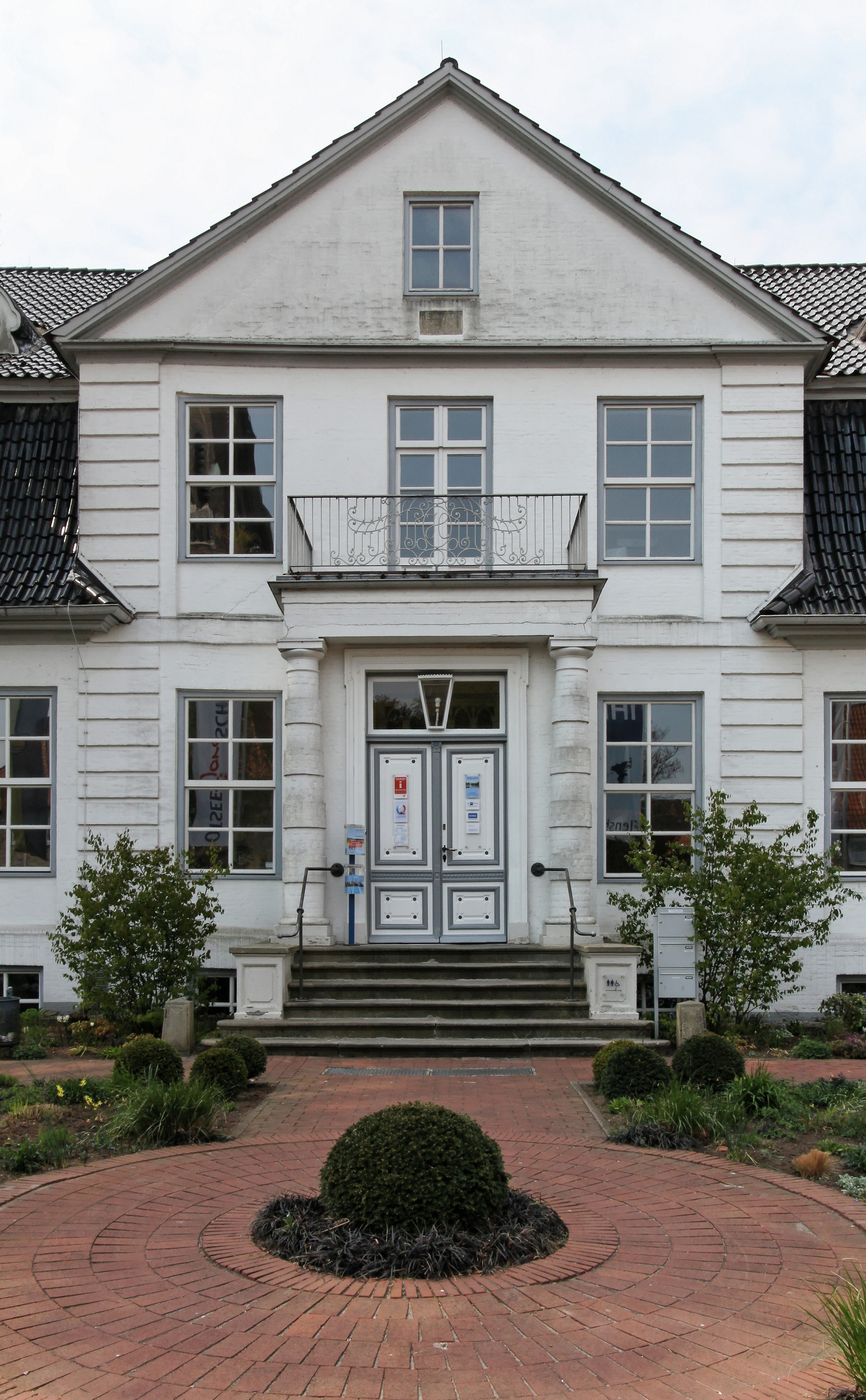
Plessenhof

Hof Meinerdingen

Als „Kernstück“ seiner Amtszeit bezeichnete er selbst in einer Rückschau den Kauf und die Erschließung der „Großhesterberger Koppeln“ – ein Siedlungsprojekt, das eine wesentliche Vergrößerung des bewohnten Stadtgebiets zur Folge hatte; hierbei wurden durch den Architekten Julius Petersen städtebauliche Akzente durch die, nach Carl Gottlieb Bellmann benannte, Bellmann-Turnhalle und die Höhere Landbauschule gesetzt.
Während seiner Amtszeit wurden ferner die Bugenhagen- und die, 2019 geschlossene, Gallbergschule errichtet, er setzte sich zudem erfolgreich dafür ein, die damals eigenständig arbeitenden Werke für Elektrizität und Wasser mit dem Straßenbahnbetrieb und dem Gaswerk zu den Städtischen Betriebswerken, den heutigen Stadtwerken, zu vereinigen; auch der Plessenhof ging ebenfalls unter seiner Regie in den Besitz der Stadt über. Er ließ den ersten Kindergarten für gehörlose Kinder einrichten und legte den Grundstein für das „Taubstummeninstitut“.
1925 wurde er in seinem Amt bestätigt, allerdings endete seine zweite Amtszeit am 12. Oktober 1933 vorzeitig, weil er sich nicht im nationalsozialistischen Sinne gleichschalten ließ. Die entscheidende Magistratssitzung fand ohne ihn statt und endete mit der Aufforderung, ein Pensionierungsgesuch zu stellen und sein Amt mit sofortiger Wirkung niederzulegen; die Schleswiger Nachrichten kommentierten den Vorfall mit persönlich makellos, mußte er weichen, da er keine inneren Berührungspunkt mit der nationalsozialistischen Weltanschauung hatte.
Er wandte sich beruflich dem Wohnungsbau zu und errichtete im folgenden Jahrzehnt für die Schleswig-Holsteinische Heimstätte, die 1947 in Landestreuhandstelle für Wohnungs- und Kleinsiedlungswesen umbenannt wurde, sowie die Niedersächsische Heimstätte, 20.000 Wohnungen.
Er starb auf seinem Hof in Meinerdingen.

## Ehrungen und Auszeichnungen
- Anlässlich seines 80. Geburtstages wurde Oscar Behrens 1960 in Anerkennung seiner verdienstvollen und selbstlosen Tätigkeit für die materiellen und geistigen Interessen unserer Stadt zum Schleswiger Ehrenbürger ernannt.
- 2010 wurde zu seinen Ehren die Oscar-Behrens-Straße benannt.[5]

## Schriften (Auswahl)
- Die Haftung für Tierschäden in ihrer geschichtlichen Entwicklung. Göttingen: Dieterich, 1906.